# Eric Kripke

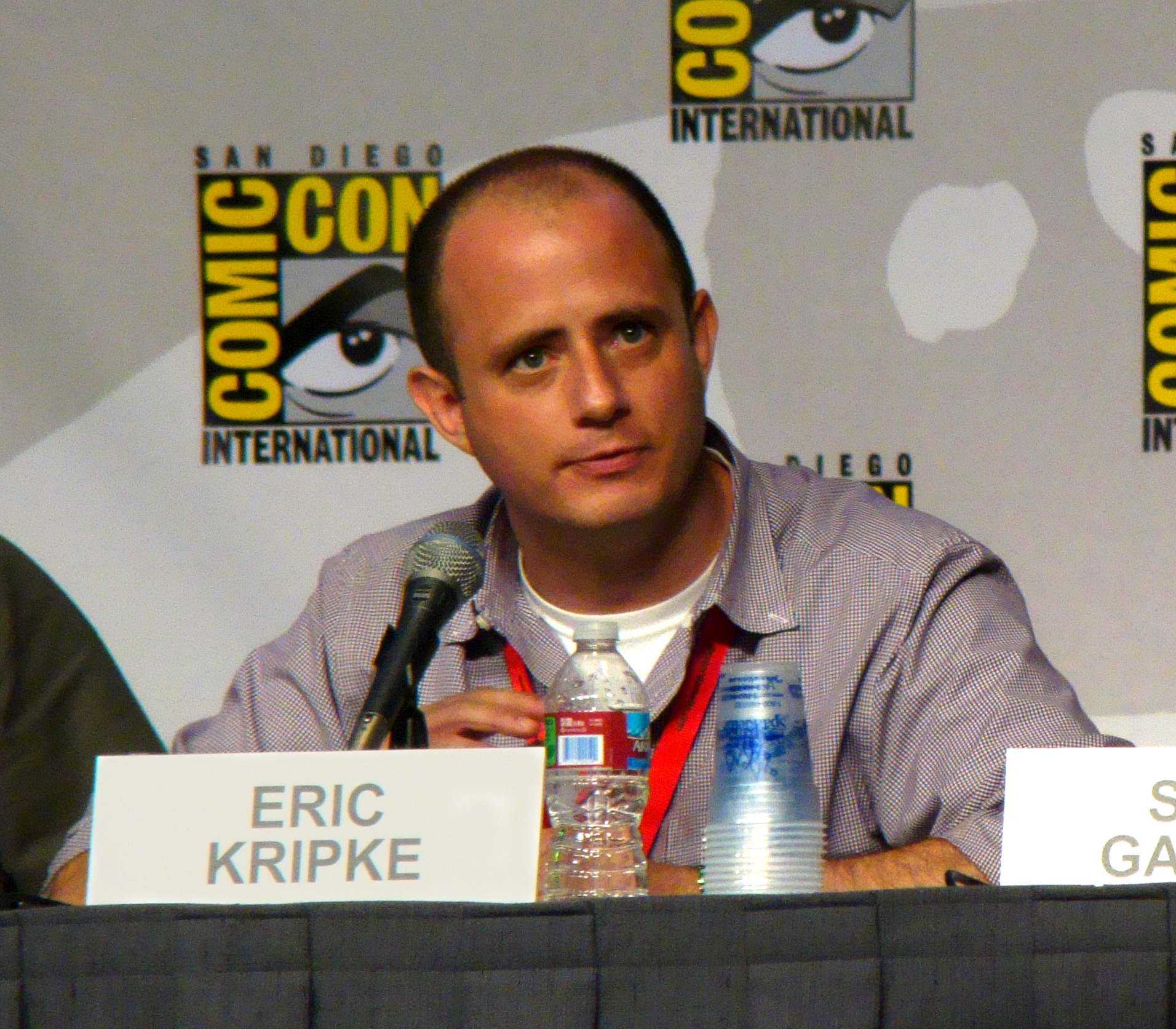
Eric Kripke auf der San Diego Comic Con (2010)

Eric Kripke (* 24. April 1974 in Toledo, Ohio) ist ein US-amerikanischer Autor, Produzent und Regisseur. Bekannt wurde er als Schöpfer der Fernsehserie Supernatural, die er von 2005 bis 2009 hauptverantwortlich produzierte und danach als zeitweiliger Co-Produzent begleitete.

## Kurzbiografie
Kripke machte 1996 seinen Abschluss an der University of Southern California School of Cinematic Arts. Im darauffolgenden Jahr führte er bei den Filmen Battle of the Sexes und Truly Committed Regie und war bei diesen auch Drehbuchautor. 2003 hatte er dann die Idee für die The-WB-Serie Tarzan, die allerdings nach acht Episoden aus dem Programm genommen wurde. Für die Serie war er ebenfalls Autor. Tarzan wurde nie im deutschen Fernsehen ausgestrahlt. 2005 folgte der Horrorfilm Boogeyman – Der schwarze Mann, für den ein Sequel mit Jeff Betancourt folgte. Im selben Jahr begann er mit der Fernsehserie Supernatural, die er erfand und bei der er auch als Autor und Co-Produzent tätig war. 2012 gab NBC bekannt, dass Kripke zusammen mit J. J. Abrams die postapokalyptische SF-Serie Revolution produzieren werde, die nach 2 Staffeln 2014 eingestellt wurde. Seit 2016 entwickelte er als Drehbuchautor – zusammen mit den Regisseuren Seth Rogen und Evan Goldberg – die Fernsehserie The Boys, die auf der gleichnamigen Comicreihe basiert.

## Filmografie (Auswahl)
Als Produzent
- 2003: Tarzan (Fernsehserie)
- 2005: Boogeyman – Der schwarze Mann (Boogeyman)
- 2005–2020: Supernatural (Fernsehserie)
- 2012–2014: Revolution (Fernsehserie)
- 2016–2018:  Timeless (Fernsehserie)
- 2018: Das Haus der geheimnisvollen Uhren (The House with a Clock in Its Walls)
- seit 2019: The Boys (Fernsehserie)

Als Autor
- 1997: Battle of the Sexes (Kurzfilm)
- 1997: Truly Comitted (Kurzfilm)
- 2003: Tarzan (Fernsehserie)
- 2005–2020: Supernatural (Fernsehserie)
- 2018: Das Haus der geheimnisvollen Uhren (The House with a Clock in Its Walls)
- seit 2019: The Boys (Fernsehserie)

Als Regisseur
- 1997: Battle of the Sexes (Kurzfilm)
- 1997: Truly Comitted (Kurzfilm)
- 2007, 2009: Supernatural (Fernsehserie, 2 Folgen)
- 2019, 2024: The Boys (Fernsehserie, 2 Folgen)

Als Schauspieler
- 2000: Exposure (Fernsehserie, eine Folge)

## Auszeichnungen
- 1997: Austin Film Festival, Bester Kurzfilm für Truly Committed (nominiert)
- 1998: Slamdance Film Festival, Publikumspreis für Truly Committed (ausgezeichnet)